# Salvatge (pel·lícula)
Salvatge (títol original, Unhinged) és una pel·lícula de thriller d'acció estatunidenca del 2020 dirigida per Derrick Borte, a partir d'un guió de Carl Ellsworth. La pel·lícula és protagonitzada per Russell Crowe, Caren Pistorius, Gabriel Bateman, Jimmi Simpson i Austin P. McKenzie. Explica la història d'una dona jove que es veu terroritzada per un desconegut aparentment malalt mental després d'un incident de ràbia a la carretera. S'ha doblat i subtitulat al català.
Unhinged es va estrenar als cinemes a Alemanya el 16 de juliol de 2020 i als Estats Units, el 21 d'agost del mateix any. La pel·lícula va destacar per ser la primera estrena a gran escala en diversos mesos a causa de la pandèmia de la COVID-19, i va recaptar 44 milions de dòlars a tot el món. Va rebre crítiques contradictòries, que van elogiar l'actuació de Crowe però que van considerar que la pel·lícula no aprofitava al màxim la seva premissa.